# Schneeball

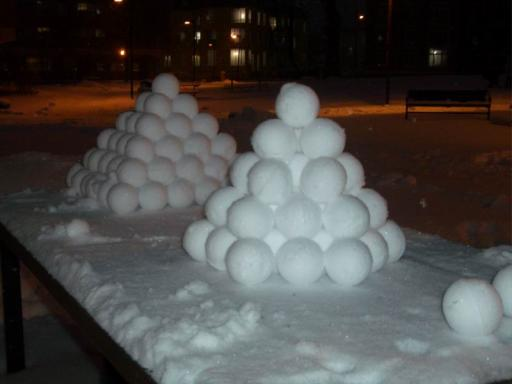
Pyramiden aus gestapelten Schneebällen

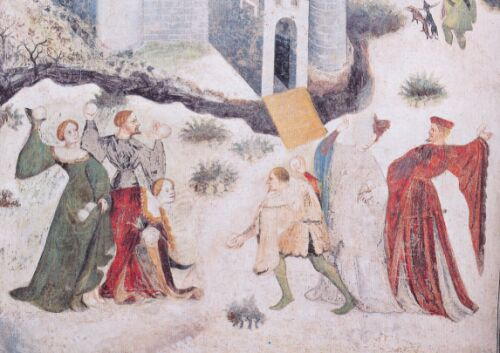
Schneeballschlacht um 1400 (Meister Venceslao: Januar, Detail)

Ein Schneeball ist ein kugelförmiges Gebilde aus Schnee, das mit den Händen zusammengedrückt oder über verschneites Gelände gerollt wird, wobei es durch Anhaften neuen Schnees immer größer wird. Dies funktioniert am besten mit Feuchtschnee (auch „Pappschnee“), weil dieser klebrig wirkt. Es ist dagegen fast unmöglich, aus Pulverschnee einen Schneeball zu formen oder eine Kugel (bzw. Walze) zu rollen. Außerdem kann aus größeren Schneekugeln ein Schneemann gebaut werden.
Schneebälle werden vor allem dazu verwendet, um sich gegenseitig damit zu bewerfen. Schneeballschlachten sind besonders unter Kindern beliebt. Von 2007 bis 2010 gab es in Winterberg eine Schneeballschlacht-Weltmeisterschaft. Nach einer vierjährigen Pause wird sie seit 2014 als Teil des Rahmenprogramms der World Team Challenge in der Gelsenkirchener Veltins-Arena ausgetragen.
Unter dem Namen Yukigassen existiert ein von Japan ausgehender Wettkampfsport, der auf Schneeballschlachten beruht. In der Kleinstadt Severance im US-Bundesstaat Colorado war das Werfen von Schneebällen fast hundert Jahre lang verboten.